# Ancita anisoceroides
Ancita anisoceroides là một loài bọ cánh cứng trong họ Cerambycidae.